# Dirk Bockel
Dirk Bockel (Waiblingen, RFA, 18 de octubre de 1976) es un deportista luxemburgués que compitió en triatlón. Ganó dos medallas de bronce en el Campeonato Mundial de Triatlón de Larga Distancia en los años 2012 y 2013, y una medalla de plata en el Campeonato Europeo de Triatlón de Larga Distancia de 2009.

## Palmarés internacional
| Campeonato Mundial | Campeonato Mundial      | Campeonato Mundial | Campeonato Mundial |
| Año                | Lugar                   | Medalla            | Prueba             |
| ------------------ | ----------------------- | ------------------ | ------------------ |
| 2012               | Vitoria (España)        | Medalla de bronce  | Individual         |
| 2013               | Belfort (Francia)       | Medalla de bronce  | Individual         |
| Campeonato Europeo |                         |                    |                    |
| Año                | Lugar                   | Medalla            | Prueba             |
| 2009               | Praga (República Checa) | Medalla de plata   | Individual         |